# La Durance à vélo

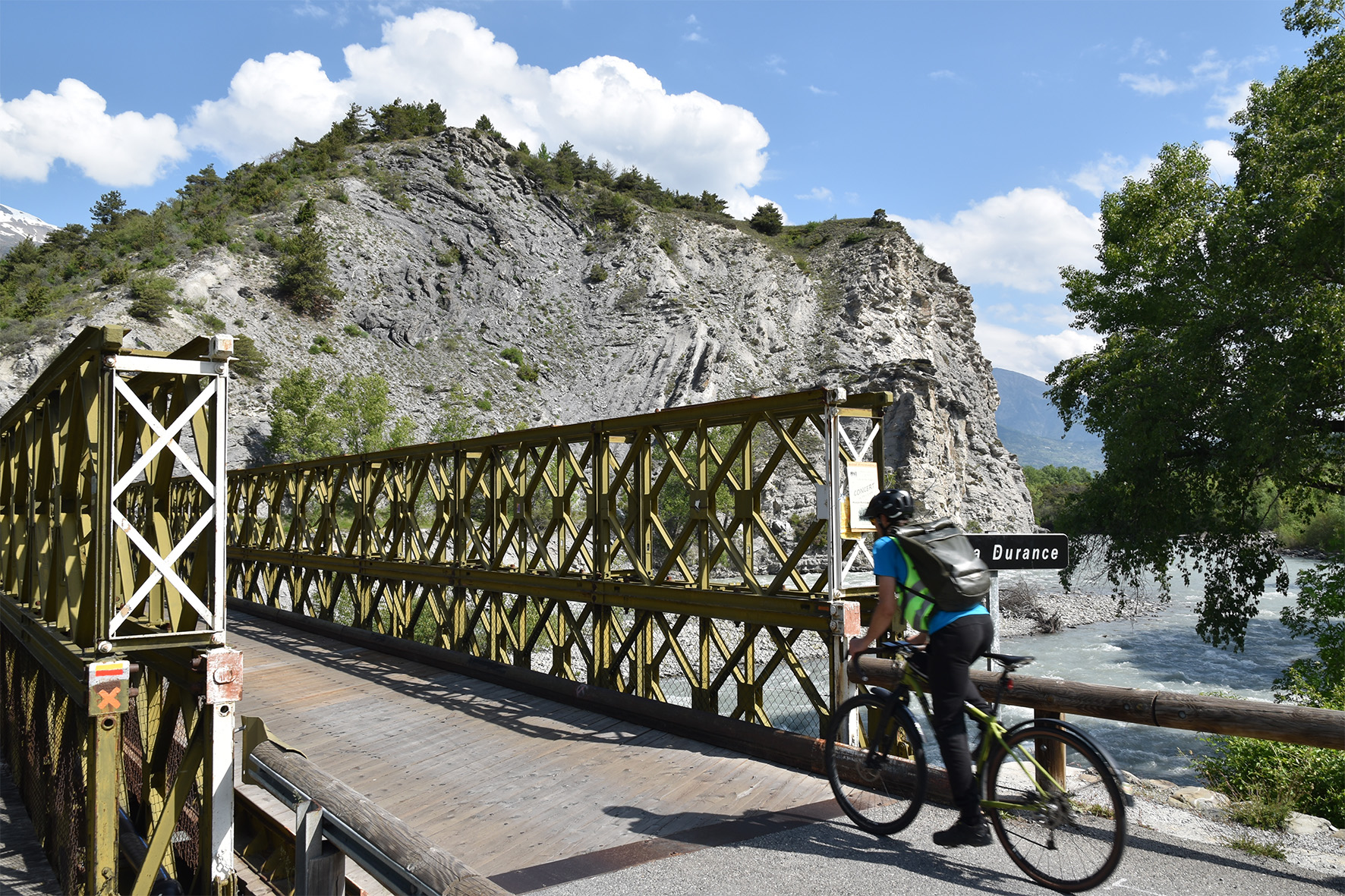
La véloroute franchit la Durance en amont d'Embrun.

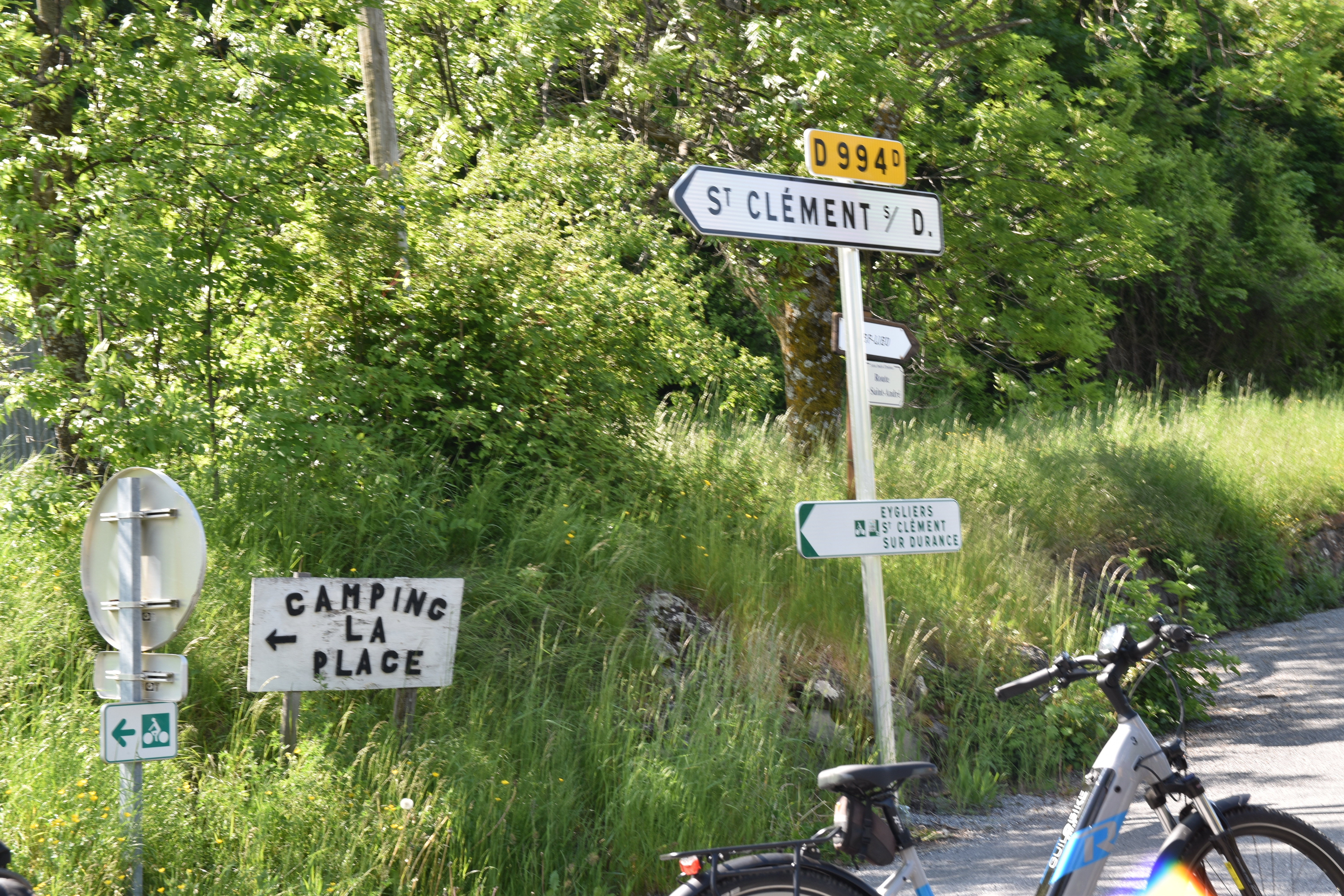
Balisage de la véloroute.

La Durance à vélo (V862) est un aménagement cyclable  long d'environ 438 km qui suit la vallée de la Durance. Elle va de Monêtier-les-Bains dans le département des Hautes-Alpes, non loin de la source de la rivière, jusqu'à son confluent avec le Rhône à Avignon dans le département du Vaucluse où elle rejoint la ViaRhôna. La Durance à vélo combine des sections en site propre (voie verte) et des axes routiers faiblement fréquentés. La section située dans les Hautes-Alpes est entièrement balisée depuis mai 2023 et les travaux se poursuivent pour la mise en site propre de certaines sections. Dans les Bouches du Rhône il est prévu de mettre en site propre d'ici 2025 80% du parcours (160 km).

## Historique
L'aménagement cyclable a été retenu par le Schéma régional des Véloroutes de la région Provence-Alpes-Côte d'Azur (V862). Il traverse les départements des Hautes-Alpes, des Alpes de Haute Provence, des Bouches du Rhône et du Vaucluse. C'est la première véloroute du département des Hautes-Alpes. Début 2023 seules certaines portions de la véloroute sont aménagées, dont 170 km dans les Hautes-Alpes sur les 438 du parcours. En 2025, le balisage commence dans les Alpes-de-Haute-Provence vers le Vaucluse.

## Itinéraire
La véloroute commence dans la vallée de la Guisane à environ 1 400 mètres d'altitude avant de rejoindre à Briançon la Durance qui prend ses sources à quelques kilomètres de là, vers 2 390 mètres d’altitude. Elle longe par la suite la Durance en passant par Briançon, Mont-Dauphin, Embrun, Chorges, Gap, Sisteron, Manosque, Cavaillon et Avignon. Elle passe à proximité de nombreux sites  remarquables notamment le parc naturel régional du Queyras, le Lac de Serre-Ponçon, le Parc national des Écrins et la Montagne du Luberon. Entre Gap et Jouques (Bouches du Rhône)son tracé est commun avec la véloroute nationale Grenoble-Marseille (V64) sur 190 kilomètres. La véloroute se raccorde à Avignon avec la ViaRhôna (Eurovélo 17).
Comme toute véloroute, l'itinéraire emprunte des routes à faible circulation (moins de 1 000 véhicules par jour) et parfois des pistes cyclables (voies vertes). Il est fléché avec des panneaux normés comportant le logo de l'itinéraire « La Durance à vélo ». Ce balisage est en place dans les Hautes-Alpes depuis le 22 mai 2023.

### Dans les Hautes-Alpes
La première partie de la véloroute, située dans le département des Hautes-Alpes et longue de 170 kilomètres, est tracée dans une région montagneuse. Le dénivelé positif total (en partant de la source) est de 2 500 mètres et le dénivelé négatif est de 3 600 mètres. La partie située au nord de Briançon comprend des routes de montagne à forte déclivité (supérieur à 6%). À partir de Gap l'itinéraire qui longe le canal de la Durance est relativement plat. Des gares ferroviaires situées sur la ligne Marseille - Briançon (desservie par des trains régionaux) le long de la véloroute (gares de Briançon, L’Argentière-La-Bessée, Montdauphin-Guillestre, Embrun, Chorges, Gap, Sisteron) permettent de se rendre directement à une étape ou de sauter celle-ci.

### Dans les Bouches du Rhône
Dans les Bouches-du-Rhône l'itinéraire doit à terme être en site propre sur 130 kilomètres (pour un total de 160 kilomètres).

### Dans le Vaucluse
A Avignon, le parcours retrouve celui de la ViaRhôna (EuroVelo 17).